# Montenegro op het Eurovisiesongfestival 2008
Montenegro nam deel aan het Eurovisiesongfestival 2008 in Belgrado, Servië. Het was de tweede deelname van het land op het Eurovisiesongfestival. RTCG was verantwoordelijk voor de Montenegrijnse bijdrage voor de editie van 2008. Stefan Filipović wist in Belgrado met het lied Zauvijek volim te de finale niet te bereiken.

## Selectieprocedure
Op 27 januari 2008 werd Stefan Filipović gekozen als Montenegrijnse artiest voor het Eurovisiesongfestival. Hij won het van vijf andere kandidaten in MontenegroSong 2008. Het nummer werd een week later intern geselecteerd, en op 8 maart voor het eerst publiekelijk vertoond.
| Beginplaats | Artiest            | Lied                     | Televotes | Plaats |
| ----------- | ------------------ | ------------------------ | --------- | ------ |
| 1           | Andrea Demirović   | "I Will Always Love You" | 1300      | 2      |
| 2           | Grim               | The Power of Love"       | 345       | 5      |
| 3           | Jelena Kažanegra   | The Best"                | 377       | 4      |
| 4           | Knez               | "Balerina"               | 667       | 3      |
| 5           | Vesna Milačić Kaja | "Here I Go Again"        | 341       | 6      |
| 6           | Stefan Filipović   | "Za nju"                 | 3325      | 1      |

## In Belgrado
In Belgrado moest Montenegro eerst aantreden in een van de twee halve finales. Montenegro werd ingeloot in de eerste halve finale. Stefan Filipović was als eerste van 19 artiesten aan de beurt, gevolgd door Bo'az Ma'uda uit Israël. Hiermee mocht Montenegro in feite het Eurovisiesongfestival 2008 op gang brengen. Veel geluk haalde het land er echter niet uit. Montenegro eindigde op de veertiende plek, met 23 punten. De punten kwamen uit drie landen: één uit San Marino, tien uit Slovenië en het maximum van twaalf punten uit Bosnië en Herzegovina.
België en Nederland hadden geen punten over voor deze inzending.

### Gekregen punten

#### Halve Finale
| 12 punten               | 10 punten  | 8 punten | 7 punten | 6 punten     |
| ----------------------- | ---------- | -------- | -------- | ------------ |
| - Bosnië en Herzegovina | - Slovenië |          |          |              |
| 5 punten                | 4 punten   | 3 punten | 2 punten | 1 punt       |
|                         |            |          |          | - San Marino |

### Punten gegeven door Montenegro

#### Halve Finale
Punten gegeven in de halve finale:
| 12 punten | Bosnië en Herzegovina |
| 10 punten | Slovenië              |
| 8 punten  | Rusland               |
| 7 punten  | Griekenland           |
| 6 punten  | Armenië               |
| 5 punten  | Israël                |
| 4 punten  | Noorwegen             |
| 3 punten  | Azerbeidzjan          |
| 2 punten  | Finland               |
| 1 punt    | Ierland               |

#### Finale
Punten gegeven in de finale:
| 12 punten | Servië                |
| 10 punten | Bosnië en Herzegovina |
| 8 punten  | Rusland               |
| 7 punten  | Albanië               |
| 6 punten  | Griekenland           |
| 5 punten  | Israël                |
| 4 punten  | Oekraïne              |
| 3 punten  | Letland               |
| 2 punten  | Kroatië               |
| 1 punt    | Armenië               |